# 我願意去等
我愿意去等 是香港歌手周華健的一張國語專輯，發行於1995年1月24日，由滾石唱片公司發行，唱片編號：RD1302。

## 簡介
该专辑标题为“周華健 1987~1994 歡喜與憂愁的內心創作”，收录的歌曲都是周华健于1987年至1994年期间的个人创作，包括给其他歌手创作作品的重新演绎版本（如《其实我不想放弃》、《醉》、《你喜欢的会有几个》、《只有只有》），或原本收录于自己专辑中歌曲的重新编曲版（如《怕黑》、《亲亲我的宝贝》、《璀璨》）。虽然专辑中的歌曲并非全新创作，但由于制作精良，专辑的可听性仍然很强。

## 專輯曲目
- 01. 我願意去等
- 02. 只有只有
- 03. 醉
- 04. 親親我的寶貝
- 05. 新溫情時代
- 06. 擺渡人的歌
- 07. 妳喜歡的會有幾個
- 08. 其實我不想放棄
- 09. 怕黑
- 10. 寡婦村傳奇
- 11. 璀璨